# Stefan Jović
Stefan Jović (Serbisch: Стефан Јовић; geboren am 3. November 1990) ist ein serbischer Profi-Basketballspieler. Auf internationaler Ebene vertritt er die serbische Basketballnationalmannschaft. Bei einer Körpergröße von 1,98 Metern spielt er auf der Aufbauposition.

## Karriere
Jović spielte in der Jugendabteilung von KK Zdravlje Actavis Leskovac, ehe er 2010 zu KK Sloga Kraljevo wechselte und dort seinen Einstand in der ersten serbischen Liga gab. Nach zwei Jahren schloss er sich dem Ligakonkurrenten Radnicki Kragujevac an, wo er ebenfalls zwei Jahre lang im Kader stand.
2014 wurde Jović von KK Roter Stern Belgrad verpflichtet. Bereits mit Kragujevac hatte er an europäischen Vereinswettbewerben teilgenommen, mit Roter Stern trat er in der serbischen Liga, der Adriatischen Basketballliga sowie in der EuroLeague an. 2015, 2016 und 2017 gewann er mit der Mannschaft jeweils die serbische Meisterschaft und den Titel in der Adriatischen Basketballliga, im Spieljahr 2015/16 wurde er vom Internetdienst Eurobasket.com als Spieler des Jahres der Liga ausgezeichnet.
Im Juli 2017 nahm der FC Bayern München den Serben unter Vertrag. 2018 and 2019 wurde er mit der Mannschaft deutscher Meister, 2018 ebenfalls Pokalsieger. Zur Saison 2019/20 wechselte Jović zum BK Chimki nach Russland. Im Januar 2022 schloss er sich Panathinaikos Athen an. Nach dem Ende des Spieljahres 2021/22 war er erst vereinslos, Mitte Dezember 2022 wurde er von Casademont Zaragoza aus der spanischen Liga ACB verpflichtet.
Im September 2023 stand Jović mit der serbischen Nationalmannschaft im Weltmeisterschaftsendspiel, das gegen Deutschland verloren wurde. Zum Spieljahr 2023/24 wechselte er zum Valencia Basket Club.

## Erfolge
- 2 × Deutscher Meister (2018, 2019)
- 3 × Meister der Adriatischen Basketballliga (2015–2017)
- MVP des Finals der Adriatischen Basketballliga (2016)
- 3 × serbischer Meister (2015–2017)
- 2 × serbischer Pokalsieger (2015, 2017)

- Olympische Sommerspiele 2016 in Rio de Janeiro; Silbermedaille
- Basketball-Weltmeisterschaft 2014 in Spanien; Silbermedaille
- Universiade 2013 in Kasan; Bronzemedaille
- Mittelmeer-Spiele 2013 in Mersin; Silbermedaille
- Basketball-Weltmeisterschaft 2023 in Asien; Silbermedaille